# Combat de Pontós
Ne doit pas être confondu avec Bataille de Pontós.
Guerres de la Révolution française
Batailles
Le combat de Pontós, s'est déroulé le 6 prairial an III (25 mai 1795), entre les troupes françaises de Catherine-Dominique de Pérignon et les troupes espagnoles dirigée par José de Urrutia (es), lors de la guerre du Roussillon pendant les guerres de la Révolution française de la Première Coalition. 

## Préambule
Un magasin à poudre de la citadelle de Roses venait, en sautant, de renverser la face et le flanc gauches du bastion qui regarde la ville, et cet accident ayant déterminé une division de l'escadre espagnole, en croisière dans ces parages, à s'approcher de la place pour la surprendre, ou sinon, pour couler nos deux frégates, la Boudeuse et la French frigate Courageuse (1778) (en), alors mouillées dans le port, le 6 prairial an III (25 mai 1795), à six heures du soir, la vigie du Bouton signala une escadrille au pavillon castillan : deux vaisseaux, trois frégates et 18 chaloupes ou bombardes, qui envahirent bientôt la rade et saluèrent, en arrivant, de quelques bordées.

Ce fut ce canon, qui alluma à terre un violent combat.
Le général Pérignon, pensant qu'une entreprise de la marine espagnole pouvait être le prélude de quelque attaque combinée avec l'armée de terre, jugea prudent de ravir au  général Urrutia (es) l'avantage de l'initiative, et mit aussitôt en mouvement ses trois divisions.
Le combat de Cistella lui avait révélé la force de la belle position de Pontós, et l'affaire du lendemain lui suggéra l'idée de s'en faire un champ de bataille, c'est-à-dire d'y attirer les Espagnols, comme eux avaient cherché, le 17 floréal an III (6 mai 1795), à attirer les Français sous le col Oriol. En conséquence, le général en chef envoya le général Augereau occuper Pontós, et son centre provoquer l'ennemi en face de Bàscara, tandis que la division Sauret recevait l'ordre de menacer isolément, à hauteur de Vilamacolum, les passages de la basse Fluvià, afin de paralyser les troupes qui formaient dans cette partie la droite de l'armée espagnole.

## Combat de Pontós
Le canon de Roses, qui reprit à quatre heures du matin, donna le signal de l'engagement, et une batterie de position que les Français venaient d'établir non loin de la grande route, sur l'éminence de Sainte-Anne, ouvrit le feu contre Calabuig (es) et Bàscara. Sur-le-champ, pour nous répondre, les Espagnols firent avancer aux abords du gué d'Arenys d'Empordà (ca), un peu en aval
de Bàscara, plusieurs pièces de gros calibre et quelques bataillons d'abord, puis successivement toute leur avant-garde, aux ordres du général Arias.
Le gué d'Arenys d'Empordà (ca) débordait légèrement le centre Français. Celui-ci alors, comme s'il craignait d'être tourné, rétrograda, conformément à ses instructions, sur les hauteurs d'Armadas y Vilajoan (es) qui font suite à celles de Pontós; en sorte que ligne de bataille française s'étendit bientôt sur le terrain où le général Pérignon voulait amener son adversaire.
Par une subite et vigoureuse résolution, le général Urrutia (es) lance, d'une part sur Armadas y Vilajoan (es), son avant-garde, sa cavalerie, ses troupes du col Oriol, une partie même de sa droite, et de l'autre sur Pontós, les deux divisions Vives (en) et La Romana. En même temps, trois escadrons de hussards et cinq compagnies d'infanterie légère, traversant la Fluvià sur deux points, au gué de Vilajoan (es) et au-dessous de L'Armentera, allaient faire échec à l'aile gauche française et la retenir dans son isolement.
Par cette manœuvre, l'armée française se trouvait coupée en deux, assaillie par des forces supérieures, et en prise à une nombreuse cavalerie qui, pour la première fois, traînait a sa suite de l'artillerie à cheval, tout récemment organisée à
l'instar de celle des Français. Aussi fallut il, pour tirer les troupes françaises de ce mauvais pas, déployer des efforts inouïs et faire donner jusqu'aux dernières réserves.
La division Sauret, qui était la plus engagée, rétrograda la première, puis, après trois heures de lutte acharnée, la retraite continua de gauche à droite, enfin, vers midi, le général Augereau, après avoir un moment soutenu seul à Pontós l'assaut de plus de 11 000 combattants, se retira le dernier, et dans une attitude qui ôta à l'ennemi l'envie de le reconduire.

## Bilan
Le général Pérignon avait commis deux fautes graves : 
- la faute d'abandonner le terrain accidenté à l'ouest de la grande route, pour aller, dans une plaine découverte, affronter un ennemi qui avait l'avantage du nombre et surtout d'une arme qui a besoin d'espace pour agir,
- la seconde faute, la première une fois commise, de n'avoir point rapproché sa troisième division du champ de bataille qu'il avait bien ou mal choisi.

Mais le général Urrutia (es) ne profita qu'à demi de cette double imprudence, car qui sait ce qu'il serait advenu, si, au lieu de perdre son temps à débusquer les Français d'une position dont la conquête devait être vigoureusement disputée et n'avait pour lui aucune importance, le général espagnol, se bornant à masquer notre ligne de Pontós à Armadas y Vilajoan (es), eût réservé la masse de ses forces pour accabler la gauche, la culbuter dans la mer, et se frayer ainsi le chemin de Roses, dont la citadelle était ouverte et, en ce moment même, canonnée par plus de 50 bouches à feu ?
En effet, l'escadre qui s'était présentée devant Roses le 6 prairial an III (25 mai 1795) au soir, après avoir passé la nuit à prendre son ordre de combat, c'est-à-dire à embosser et à ranger ses 18 chaloupes en avant et à gauche de ses cinq bâtiments de haut-bord, l'escadre espagnole avait, dès la pointe du jour recommencé son feu qu'elle avait d'abord concentré sur les deux frégates. Mais le front de mer de la citadelle et les batteries du Bouton l'avaient contrainte à diviser tellement ses coups, que, lorsque après une canonnade continue de 16 heures elle leva l'ancre, c'est à peine si la Boudeuse avait quelques avaries insignifiantes dans ses agrès, et dans son équipage, un matelot de moins et deux blessés. La French frigate Courageuse (1778) (en) était intacte, et à terre, dans nos batteries, il n'y avait qu'un homme tué.
Quant aux pertes des deux partis sur les bords de la Fluvià, les rapports français indiquent que les pertes espagnoles étaient grandes, et les pertes françaises, naturellement, peu considérables.
Une nouvelle tentative espagnole contre Roses fut renouvelée le 21 messidor an III (9 juillet 1795), et eut 1e même sort.